# Fsck

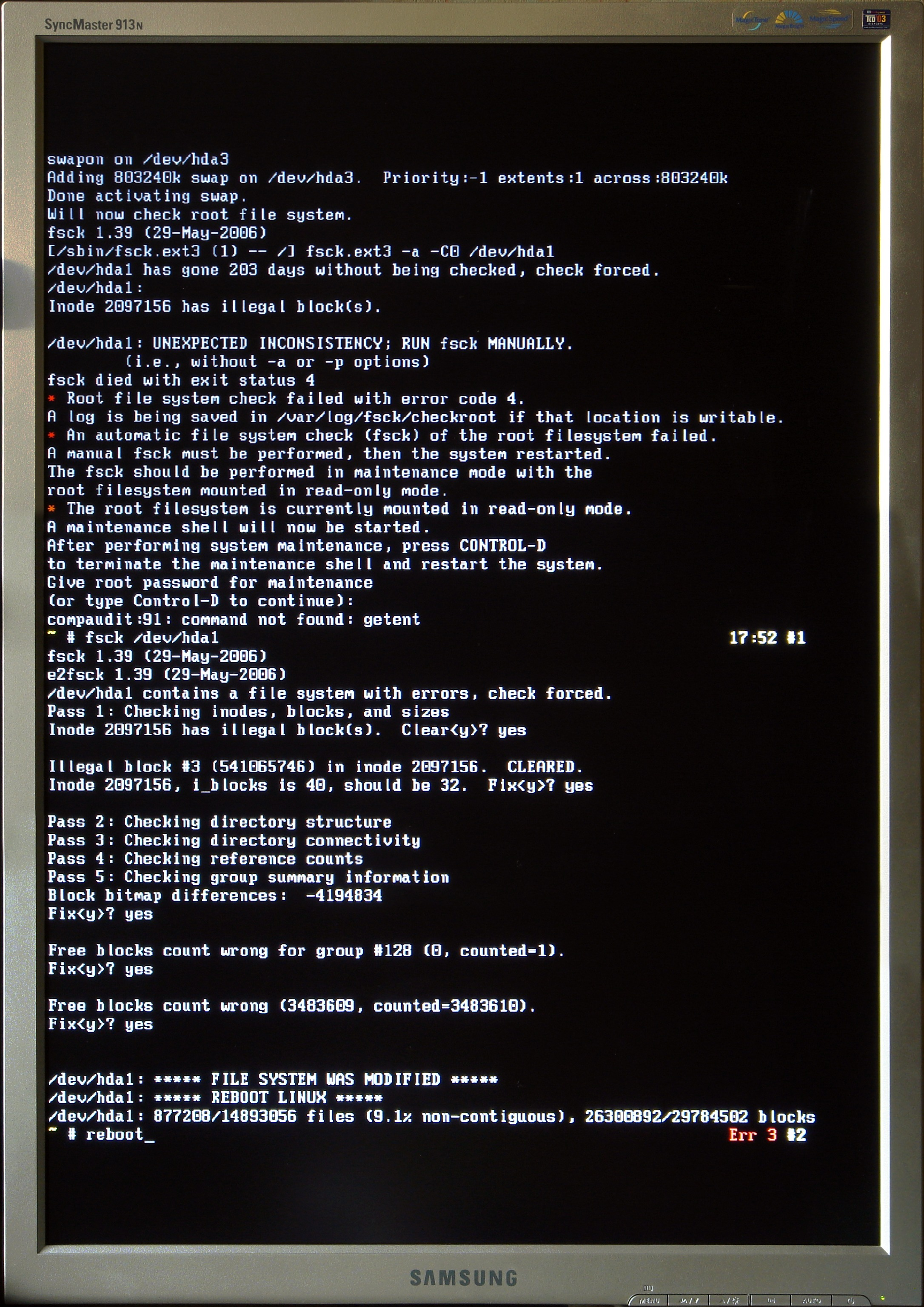
Ausgabe des Befehls

fsck (für „file system check“ oder „file system consistency check“) ist eine Software zur Prüfung der Konsistenz von Dateisystemen für Unix-Derivate.
Beim Booten oder nach einem Neustart überprüft fsck entsprechend den Vorgaben in der Datei /etc/fstab alle  Partitionen, die standardmäßig eingehängt werden. Gerade nach einem Stromausfall oder einem Computerabsturz können Inkonsistenzen im Dateisystem auftreten. Bei großen Partitionen werden durch Journaling-Dateisysteme die Reparaturzeiten stark verkürzt. Unter vielen Linux-Distributionen kann über e2fsck oder mit Kernel-Parametern bestimmt werden, dass die Standard-Partitionen zwangsweise nach einer vorgegebenen Anzahl von Einhängevorgängen oder in gewissen Zeitabständen überprüft werden, auch wenn bisher keine Fehler gefunden wurden.
Bei gefundenen Fehlern wird der Benutzer im Regelfall gefragt, ob er einen sofortigen Reparaturversuch wünscht. Sollten tiefgreifenden Änderungen am Dateisystem nötig sein, werden weitere Fragen gestellt. Typischerweise gibt es sowohl Optionen für eine automatische Reparatur, als auch für das reine Auflisten der gefundenen Fehler ohne das Dateisystem tatsächlich zu ändern.
fsck kann bei Bedarf vom Systemadministrator auch manuell ausgeführt werden. Als Frontend übernimmt fsck die Arbeit am konkreten Dateisystem nicht selbst, sondern ruft das spezifische File-System-Check-Programm, z. B. fsck.ext4, für das angegebene Dateisystem auf. Der Benutzer muss hier nicht wissen welches Dateisystem sich auf der zu prüfenden Partition befindet. 
Wenn unter FreeBSD das UFS2-Dateisystem verwendet wird, läuft fsck im Hintergrund. Somit ist es normalerweise nicht nötig, auf die Beendigung von  fsck zu warten, bevor auf die Festplatte zugegriffen werden kann.
Eine echte Überprüfung, auch bei Journaling-Dateisystemen, leistet das Programm scrub für das Dateisystem ZFS.  
In Microsoft-Systemen wird ScanDisk und mit NT CHKDSK verwendet.